# پرده‌ها (فیلم ۱۹۹۵)
«پرده» (انگلیسی: Curtains (1995 film)) یک فیلم است که در سال ۱۹۹۵ منتشر شد.